# Schattwald
Schattwald är en ort och kommun i distriktet Reutte i förbundslandet Tyrolen i Österrike. I norr och väster gränsar kommunen till Tyskland.
Kommunen består av sex orter (Ortschaften) (inom parentes invånarantal 1 januari 2024):
- Fricken (95)
- Kappl (75)
- Rehbach (8)
- Schattwald (123)
- Steig (34)
- Wies (129)